# Gaston Collin
Pour les articles homonymes, voir Cohen et Collin.
Gaston Cohen, devenu après la guerre Gaston Collin (Londres, 10 octobre 1918 -  4 mai 2007) est, pendant la Seconde Guerre mondiale, un agent secret britannique du Special Operations Executive, parachuté deux fois comme opérateur radio en France occupée :
- Première mission : réseau Robin-Juggler, actif dans la région parisienne, en juin 1943 ;
- Deuxième mission : réseau Firmin-Gardener, actif dans la région de Marseille, de mars 1944 à la libération.

## Identités
- État civil : Gaston Armand Cohen, devenu Gaston Collin après la guerre.
- Comme agent du SOE, section F :
  - Nom de guerre (field name) : « Justin » (réseau Juggler) puis « Horace » (réseau Gardener)
  - Nom de code opérationnel : Watchmaker (en français Horloger)
  - Papiers d’identité : Jean-Pierre Dulac ; Gaston Rigale (en 1944)
  - Nom de code du Plan, pour la centrale radio : Pantaloon

Parcours militaire :
- Royal Artillery 1939-42 (HAA battery, Southampton)
- SOE, section F ; grade : lieutenant, puis capitaine

## Famille
- Père : Anglais.
- Mère : Française.
- Une sœur : Armande, commandeur de l’Ordre de l'Empire britannique (CBE).
- Un frère.

## Biographie
Gaston Cohen naît le 10 octobre 1918 à Londres. Il sert près de trois ans dans l’artillerie antiaérienne. Étant bilingue, il est repéré et transféré au SOE, qui en fait un opérateur radio.

### Réseau Robin-Juggler
Dans la nuit du 12 au 13 juin 1943, il est parachuté à Bazemont (ferme du Roncey), en bordure de la forêt des Alluets, à peine à quarante kilomètres à l’ouest de Paris. Il est réceptionné par l’équipe du professeur Alfred Balachowsky « Serge », du groupe de Grignon, rattaché au réseau Prosper-PHYSICIAN. Il rejoint le réseau Robin-JUGGLER de Jean Worms, qui travaille en ville et au voisinage de la capitale, et commence ses liaisons. Mais JUGGLER est bientôt pris dans la tourmente qui emporte le réseau Prosper-PHYSICIAN, et Jean Worms est arrêté le 1er juillet. Gaston Cohen échappe aux arrestations mais, sentant le filet se resserrer autour de lui, décide de rentrer en Angleterre. Faute d’un contact approprié (il a oublié l’adresse qui lui avait été donnée avant son départ), il se débrouille tout seul : il a juste de quoi payer un billet de chemin de fer jusqu’à Tours ; il s’y rend. Arrivé là, il entre dans un petit café, écoute les consommateurs, repère une tablée d’hommes dont la conversation montre à suffisance où vont leurs sympathies et, sans hésiter, leur explique son problème. On fait une collecte ; et le voilà parti pour les Pyrénées. Il trouve une filière, passe en Espagne et… se fait arrêter. L’ambassade du Royaume-Uni alertée le fait sortir de prison et le prend en charge. Il est à Londres en octobre.

### Réseau Firmin-GARDENER
Le 8 mars 1944, Gaston Cohen est, de nouveau, parachuté en France, cette fois à Loubressac, à l'ouest de Saint-Céré, dans le Lot. Il rejoint, à Marseille, Robert Boiteux « Firmin », chef du réseau Firmin-GARDENER et Benjamin Aptaker « Alaric », instructeur.
L’équipe développe très rapidement ses activités et, le moment venu, prend une part importante à la libération de la ville. Elle travaille avec la résistance locale ; et les circonstances font de Gaston Collin le radio de Gaston Defferre, avec lequel il se lie bientôt d’une amitié solide qui durera, et fait de lui l’"autre" Gaston, et un quasi-marseillais.
De retour à Londres en décembre 1944, Gaston Cohen sert encore comme instructeur-radio pour les équipes Jedburgh qui se préparent au départ vers l’Asie.

### Après la guerre
Dès sa démobilisation, il revient en France, où il s’établit et devient consultant (France et Algérie) pour l’industrie métallurgique britannique. Il adopte le nom de Collin.
Gaston Collin meurt le 4 mai 2007. Il est incinéré au cimetière du Père-Lachaise le 12.

## Reconnaissance

### Distinctions
- Royaume-Uni : Military Cross,
- France : chevalier de la Légion d'honneur, Croix de guerre 1939-1945, Médaille de la Résistance
- Marseille : Grande médaille de la ville de Marseille, remise en 1990 par la maire, Robert Vigouroux.

### Monuments
- À Loubressac, à 7 km à l'ouest de Saint-Céré, sur la route de Sarrouil, une stèle commémore son deuxième parachutage. On y lit l'inscription : « Ici, le 8 mars 1944, furent parachutés Gaston Collin, Maurice et Édouard Mayer et Richard Pinder, de la mission interalliée mise à la disposition des groupes Vény. »